# غرقاب خاک
غرقاب خاک (انگلیسی: Waterlogging) در کشاورزی به شرایطی گفته می‌شود که خاک به دلیل اشباع شدن با آب، اکسیژن کافی برای رشد و نمو گیاهان را ندارد. این پدیده معمولاً در مناطقی با زهکشی ضعیف خاک، بارندگی شدید یا آبیاری بیش از حد رخ می‌دهد.
غرقاب شدن خاک می‌تواند اثرات مخربی بر روی گیاهان داشته باشد. ریشه گیاهان برای تنفس به اکسیژن نیاز دارند و در شرایط غرقاب، این اکسیژن به سرعت مصرف می‌شود و ریشه‌ها دچار کمبود اکسیژن می‌شوند. این امر می‌تواند منجر به کاهش رشد، زرد شدن برگ‌ها، پوسیدگی ریشه و در نهایت مرگ گیاه شود.
علاوه بر این، غرقاب شدن خاک می‌تواند باعث افزایش فعالیت میکروارگانیسم‌های مضر در خاک شود که می‌توانند به گیاهان آسیب برسانند. همچنین، غرقاب شدن خاک می‌تواند باعث افزایش شوری خاک شود که برای بسیاری از گیاهان مضر است.
برای جلوگیری از غرقاب شدن خاک، می‌توان از روش‌های مختلفی مانند بهبود زهکشی خاک، کاهش آبیاری و کاشت گیاهانی که به غرقاب شدن مقاوم هستند، استفاده کرد. در صورت غرقاب شدن خاک، می‌توان با استفاده از روش‌هایی مانند هوادهی خاک و اضافه کردن مواد آلی به خاک، به بهبود شرایط خاک کمک کرد.